# Singapur im Würgegriff
Singapur im Würgegriff (Originaltitel: The Singapore Grip) ist ein Roman des britischen Schriftstellers James Gordon Farrell aus dem Jahr 1978. Es handelt sich um den dritten und letzten Roman in Farrells Empire-Trilogie, die vor dem Hintergrund des Zerfalls des britischen Weltreichs spielt. Der Roman spielt Ende der 1930er, Anfang der 1940er Jahre in der damaligen britischen Kronkolonie Singapur während des Pazifikkrieges. Der Roman erschien erst 2017 auch auf Deutsch.

## Handlung
Ende der 1930er Jahre ist Singapur eine britische Kronkolonie. In Singapurs nobler, europäischer Vorstadt Tanglin ist die Handels- und Maklerfirma Blackett & Webb ansässig, die von dem Briten Webb 1891 in Rangun gegründet worden war und hauptsächlich mit Kautschuk handelt. Webb, der mittlerweile ca. 80 Jahre alt ist, gab die Leitung der des Unternehmens 1930 an seinen Geschäftspartner ab, den jüngeren Walter Blackett. Zum Unternehmen gehört auch die kleine Kautschukplantage Mayfair Rubber Company. Walter ist verheiratet mit seiner Frau Sylvia und hat drei Kinder, darunter seine ledige Tochter Joan. In den Fabriken Singapurs arbeiten Tausende Chinesen und Inder unter kargen Bedingungen. 1937 beginnt mit der britischen Entscheidung, Singapur zu einem Handels- und Militärknotenpunkt auszubauen, eine Verschlechterung der wirtschaftlichen Lage britischer Firmen, darunter auch Blackett & Webb, in Singapur. Es gibt immer mehr Streiks unzufriedener Arbeiter. Zudem wollen die Japaner ihr Reich expandieren.
Im September 1940 erleidet der längst verwitwete Webb bei einer Gartenparty einen Schlaganfall. Nach Monaten im Krankenbett stirbt er in der zweiten Jahreshälfte 1941. Daraufhin trifft noch im selben Jahr in Singapur Webbs Sohn Matthew ein, dem das Erbe seines Vaters zusteht. Beim Landeanflug auf Singapur erhält Matthew vom Piloten den nicht näher erklärten Ratschlag, sich vor dem „Würgegriff von Singapur“ in Acht zu nehmen. Walter befürchtet, dass Matthew der Aufgabe, das Unternehmen zu leiten, nicht gewachsen ist. Um die Zukunft des Unternehmens zu sichern und Matthew zu kontrollieren, möchte Walter Joan mit Matthew verheiraten. Obwohl sie Matthew nicht liebt, macht sie sich alsbald daran, Matthew zu beeindrucken. Dies versucht sie auch an einem Abend, an dem sich Matthew, Joan, ihr Bruder Monty und der US-Amerikaner Jim Ehrendorf zusammen in das Nachtleben Singapurs stürzen. Sehr zu Montys Unmut bringt Matthew nun und auch bei weiteren, künftigen Gelegenheiten seine kritische Sicht ggü. dem Kolonialismus zum Ausdruck. Er ist der Meinung, dass die britische Herrschaft den Einheimischen nicht genügend nütze. Jener Abend im Dezember 1941 ist derjenige des ersten japanischen Luftangriffs auf Singapur.
Mit dem Angriff der Japaner beginnt die japanische Invasion der Malaiischen Halbinsel. Der Roman gibt einen Überblick über die militärischen Handlungen zwischen Japan und den Briten und erzählt dabei auch von den britischen Befehlshabern Robert Brooke-Popham und Arthur Percival. Parallel dazu werden die Erlebnisse Matthews erzählt. Zwar trägt er sich ernsthaft mit dem Gedanken, Joan zu heiraten, allerdings erteilt er ihr vor einer versammelten Feiergesellschaft brüskierend eine Absage. Dann verliebt er sich in das europäisch-asiatische Mischlingsmädchen Vera Chiang, das unter verhältnismäßig armseligen Bedingungen lebt und mit dem er auch Geschlechtsverkehr hat. Mit ihr besucht er ein Sterbehaus, in dem er von dahinsiechenden Alten erfährt, dass Blackett & Webb die Arbeitsverhältnisse für die Kautschukarbeiter so gestaltet, dass sie wirtschaftlich benachteiligt werden.
Ab der zweiten Januarhälfte 1942 bombardieren die Japaner auch Tanglin und andere Teile Singapurs, die bislang vom Bombardement verschont blieben. Matthew hilft beim Löschen von Großbränden, die durch die Bombeneinschläge entstanden. Dabei und bei weiteren Löscheinsätzen in den folgenden Wochen erlebt er abermals die ärmlichen Verhältnisse, unter denen die chinesischen Arbeiter leben. Seine dortigen Erlebnisse, zu denen auch die praktische Arbeit mit einem sichtbaren, greifbaren Ergebnis gehört, geben ihm das Gefühl eines erfüllten Lebens, welches er so noch nie zuvor wahrgenommen hatte.
Bis Anfang Februar 1942 fliehen Tausende Menschen vor den Japanern bis nach Singapur, sodass sich die Einwohnerzahl der Stadt binnen kurzer Zeit auf ca. 1 Mio. verdoppelt. Zu der Zeit sind die Japaner kurz davor, mit Bodentruppen auf die Insel Singapur einzumarschieren. Unterdessen haben die britischen Kolonisten begonnen, sich vor dem Krieg in Sicherheit zu bringen. Viele Flüchtlinge drängen sich im Hafen, um einen der begehrten Plätze auf einem Schiff zu erhalten, mit dem sie die Insel verlassen können. Derweil rücken die Kriegshandlungen immer näher, in manchen Straßen Singapurs stapeln sich schon Leichname.
Matthew möchte auch für Vera eine Ausreisegenehmigung erwirken, allerdings hat sie für die Behörden wegen ihrer Rasse keine Priorität. Etwas später erhält er die Genehmigung mit der Hilfe eines Offiziers. In der ersten Februarhälfte 1942 tobt die Schlacht um Singapur. In den Tagen, kurz bevor diese zu Ende geht, sucht Matthew in der zunehmend kriegszerstörten Stadt nach Vera. Dabei begegnet er auch Walter, der angesichts des drohenden Niedergangs seines Kautschukgeschäfts am Boden zerstört ist. Zufällig begegnet Matthew in einer Kirche Vera, als sie Verwundete versorgt. Es gelingt Matthew, mit ihr und einigen britischen Landsleuten bis an Bord eines Schiffes zu gelangen, das wartet, um Singapur zu verlassen. Die Flucht scheitert aber, da sie von australischen Soldaten, die das Schiff für sich beanspruchen, zurückgewiesen werden.
Als die japanische Okkupation Singapurs unmittelbar bevorsteht, trennen sich die Wege Matthews und Veras. Vera versucht, als Chinesin unterzutauchen und so ihrer Gefangennahme durch Japaner zu entgehen. Matthew kommt zusammen mit einigen Landsleuten für mehrere Jahre in japanische Gefangenschaft.

## Kritik
Von deutschsprachigen Medien wurde der Roman bei seinem Erscheinen auf Deutsch weitgehend positiv rezipiert. Deutschlandfunk-Redakteur Eberhard Falcke etwa lobte ihn als „großartig“ erzählt und „hochintelligent komponierten Abgesang“ auf die Epoche des britischen Kolonialismus, bei dem es schwer falle, „nicht gefesselt zu sein.“ Dirk Kurbjuweit meinte im Literatur-Spiegel, einer Beilage des Spiegels, dass Singapur im Würgegriff aus literarischer Sicht der beste der drei Empire-Romane sei, und schrieb weiter: „Das ist grandioser Lesestoff, ein Schmöker, der vor allem durch seine apokalyptischen Szenen besticht, durch seine Opulenz und Vielfalt.“ Bedauerlich sei allerdings, dass die Protagonisten Blackett und Matthew weniger komplexe Charaktere seien als der Major in Troubles, dem ersten Teil der Trilogie. Der Literaturkritiker Rainer Moritz stellte den Roman auf MDR Kultur als Buch der Woche vor und lobte ihn als „Geschichte, die vor Sinnlichkeit und Klugheit strotzt und gleichzeitig nichts plump Moralisierendes an sich hat“, und damit als „Kunststück der besonderen Art“.

## Interpretation
An dem Roman wird deutlich, dass der Autor ihn zur Kritik am Kolonialismus nutzt. Dafür dient ihm die Figur des Matthew, der mehrfach im Roman deutlich macht, dass die asiatischen Arbeitskräfte aus seiner Sicht ungerecht behandelt werden. Die Kritik zeichnet der Autor auch mit der Figur Walter, für den der Geschäftsgeist die höchste Priorität hat. Auch deshalb interpretiert ihn der Redakteur Eberhard Falcke im Deutschlandfunk als „perfekten Repräsentanten kolonialistischer Machtentfaltung und Ausbeuterei“.
Dem titelgebenden Würgegriff von Singapur werden im Roman mehrere Bedeutungen zugeschrieben. Dazu gehört vor allem die zunehmende Einkesselung der Stadt durch die japanische Armee, aber auch Ehrendorfs Aussage, der zufolge sich der Ausdruck auf die Fähigkeit von bestimmten Frauen in Singapur bezieht, ihre Vaginalmuskeln gezielt einzusetzen.

## Ausgaben
- Englische Originalausgabe: The Singapore Grip, Weidenfeld & Nicolson 1978, ISBN 0-297-77445-X
- Deutsche Ausgabe: Singapur im Würgegriff, Matthes & Seitz Berlin, Berlin 2017, ISBN 978-3-95757-251-6, übersetzt von Manfred Allié